# إورديجن بني بلعيز (بني بلعيز)
إورديجن بني بلعيز هو دُوَّار يقع بجماعة إجرماواس، إقليم الدريوش، جهة الشرق في المملكة المغربية. ينتمي الدوّار لمشيخة بني بلعيز التي تضم 20 دواوير. يقدر عدد سكانه بـ 256 نسمة حسب الإحصاء الرسمي للسكان والسكنى لسنة 2004.

## روابط خارجية
- البوابة الوطنية للجماعات الترابية
- المندوبية السامية للتخطيط